# Іванівка (Кагарлицька міська громада)
Іва́нівка — село в Україні, у Обухівському районі Київської області. Населення становить 330 осіб.

## Відомі особистості
В поселенні народився:
- Дьяків Сава Федорович (1887—1919) — учасник визвольних змагань.